# Virginie Vanholme
Virginie Vanholme, est une scénariste de bande dessinée et journaliste belge. 

## Biographie
Virginie Vanholme est journaliste. Elle écrit le scénario de la série de bande dessinée Mort de trouille à destination de la jeunesse qui mêle le fantastique et les enquêtes policières pour le dessinateur Mauricet. La série s'échelonne sur cinq volumes publiés aux éditions Casterman de 2000 à 2005 et compte également un album hors-série intitulé : Le Secret d'Ishango ; elle est traduite en néerlandais et en anglais.
Après quoi, elle délaisse la bande dessinée pour la communication.

## Œuvres

### Albums de bande dessinée

#### Mort de trouille
- 1. Le Vampire des marais, Casterman, Tournai, novembre 2000
Scénario : Virginie Vanholme - Dessin : Mauricet - Couleurs : Laurent -  (ISBN 9782803672080)
- 2. L'Esprit de la cantatrice[3], Casterman, Bruxelles, octobre 2001
Scénario : Virginie Vanholme - Dessin : Mauricet - Couleurs : Laurent -  (ISBN 2-203-35662-6)
- 3. Maléfice et mandragore[4], Casterman, coll. « Première ligne », Bruxelles, mai 2003
Scénario : Virginie Vanholme - Dessin : Mauricet - Couleurs : Laurent -  (ISBN 2-203-35684-7),Réédition publicitaire pour les restaurants Quick en 2004,  (ISBN 2-203-70035-1).
- 4. Dans l'ombre de la bête[5],[6], Casterman, coll. « Première ligne », Bruxelles, octobre 2004
Scénario : Virginie Vanholme - Dessin : Mauricet - Couleurs : Benoît Bekaert -  (ISBN 2-203-39021-2),Réédition publicitaire pour les restaurants Quick en 2004,  (ISBN 2-203-70036-X).
- 5. Expériences interdites[7], Casterman, coll. « Première ligne », Bruxelles, octobre 2005
Scénario : Virginie Vanholme - Dessin : Mauricet - Couleurs : Benoît Bekaert -  (ISBN 2-203-39033-6)
- Le Secret d'Ishango, Casterman, Bruxelles, décembre 2001
Scénario : Virginie Vanholme - Dessin : Mauricet - Couleurs : Laurent -  (ISBN 2-203-70003-3)

#### Livres
: document utilisé comme source pour la rédaction de cet article.
- Philippe Mellot, Michel Denni, Laurent Turpin et Isabelle Morzadec, Trésors de la bande dessinée : BDM 2023-2024 - Catalogue encyclopédique et Argus, Paris, Les Arènes, novembre 2022, 23e éd., 1677 p., ill. ; 23 cm (ISBN 9791037507280, OCLC 1351462460, présentation en ligne), p. 866. .